# Галерија грбова Источног Тимора
Галерија грбова Источног Тимора обухвата актуелни Грб Источног Тимора, историјске грбове Источног Тимора и грбове градова Источног Тимора.

## Актуелни Грб Источног Тимора
- Грб Источног Тимора

## Историјски грбови Источног Тимора
- Грб Португалског Тимора 1935—1975

## Грбови градова Источног Тимора
- Грб Дилија